# Vladimir Solovyov
Vladimir Alekseyevich Soloviyov (Moscou, 11 de novembro de 1946) é um ex-cosmonauta da União Soviética.
Foi selecionado como cosmonauta em 1 de dezembro de 1978 e voou como engenheiro de voo na Soyuz T-10 e na Soyuz T-15, passando 361 dias, 22 horas e 49 minutos no espaço. Seu primeiro voo (Soyuz T-10) foi lançado em 8 de fevereiro de 1984, para se juntar à Salyut 7. O grupo passou 10 meses (cerca de 237 dias) realizando uma série de experimentos médicos e de manufatura no espaço. Eles voltaram a bordo da Soyuz T-11 em 2 de outubro de 1984. Seu segundo (e último) voo foi a bordo da Soyuz T-15, lançado em 13 de março de 1986 e aterrissando com a mesma nave em 16 de julho de 1986, 125 dias depois. O grupo transferiu equipamentos da Salyut-7 para a nova estação espacial Mir; eles foram o último grupo a bordo da primeira e o primeiro a bordo da Mir.
Tornou-se diretor de voo da Mir (Controle da missão russo) por muitos anos. Solovyov se aposentou em 18 de fevereiro de 1994, porém ele retornou para comandar o segmento russo da Estação Espacial Internacional (ISS).
Vladimir Solovyov é casado e tem dois filhos.